# Richard Kühnelt
Richard Kühnelt (* 11. Juli 1877 in Wien; † 6. Oktober 1930  bei Dresden) war ein österreichischer Schriftsteller, der vorwiegend als Dramatiker tätig war.

## Leben
Richard Kühnelt entstammte einer altösterreichischen Beamtenfamilie; sein Vater, Anton Kühnelt (1842–1898), war Generaldirektor der Nordwestbahn gewesen. Nach Absolvierung seiner juridischen Studien trat Kühnelt in den Eisenbahndienst ein und brachte es bis zum Bahnkommissär. Erik von Kuehnelt-Leddihn war ein Neffe Kühnelts.
Kühnelt verbrachte einen Großteil seines Lebens in England sowie in Amerika, lebte dort einige Zeit als Cowboy und segelte durch weite Teile der Südsee. In seinen Werken wertete er diese Reiseerlebnisse literarisch aus. 1911/12 war er Schriftleiter der Mitteilungen der Österreichisch-Ungarischen Kinoindustrie. Er war Präsident des Niederösterreichischen Schriftstellerverbandes und 1928 Gründer und Präsident des Alpenländischen Schriftstellerverbandes. Gelegentlich arbeitete er auch als Regisseur.
Am 6. Oktober 1930 befand sich Kühnelt auf einem von Berlin über Dresden nach Wien führenden Flug der Deutschen Lufthansa. Vor der Zwischenlandung in Dresden stürzte die Maschine, eine Messerschmitt M20, nächst dem Landeplatz ab. Die noch selben Tages bekannt gegebene Totenliste wies als eines der acht Unglücksopfer den Schriftsteller Dr. Richard Kühnelt, wohnhaft in Baden bei Wien aus.
Mit seiner ersten Frau Karoline hatte Kühnelt zwei Kinder, den späteren Filmproduzenten Antonius-Franz (1902–1975) und Elisabeth-Marie-Christine (1904–1948), die in Hollywood zum Star avancierte. In zweiter Ehe war er verheiratet mit Elsa Maria; der Verbindung entstamm(t)en die Töchter Liesl (* 1914) sowie Gretl (* 1921).
Richard Kühnelt wurde am 11. Oktober 1930 am Stadtpfarrfriedhof von Baden bei Wien zur letzten Ruhe bestattet.

## Werke
- Interieurs. 1901 (Gedichte)
- Das verfluchte Geld. 1926 (Schauspiel)
- Aber Sascha. 1928 (Schauspiel)
- Puppenspiel. 1929 (Schauspiel)
- Gold und bunte Menschen. Amerikanische Abenteuer. Österreichischer Bundesverlag für Unterricht, Wissenschaft und Kunst, Wien 1929
- Das Wunder einer Nacht. Ein deutsches Weihnachtsspiel in 2 Aufzügen. Val. Höfling, München 1930 (Mysterienspiel)
- Auf Asiens Landstraßen. Krystall-Verlag, Wien 1930